# (26960) Liouville
(26960) Liouville (1997 NE3) – planetoida z pasa głównego asteroid okrążająca Słońce w ciągu 3,71 lat w średniej odległości 2,4 j.a. Odkryta 8 lipca 1997 roku.